# Veselé
Veselé (německy Freudenberg) je obec v okrese Děčín v Ústeckém kraji. Rozkládá se na severním okraji Českého středohoří, v údolí potoka Bystrá, asi třináct kilometrů východně od Děčína a 3,5 kilometru jihozápadně od České Kamenice. Včetně části Veselíčko 1.díl v ní žije 378 obyvatel.

## Historie
První písemná zmínka pochází z roku 1381. Do roku 1947 měla obec německý název Freudenberg.

## Obyvatelstvo
Při sčítání lidu v roce 1921 ve vsi žilo 903 obyvatel (z toho 447 mužů), z nichž bylo pět Čechoslováků, 889 Němců a devět cizinců. Kromě dvou evangelíků se hlásili k římskokatolické církvi. Podle sčítání lidu z roku 1930 měla vesnice 963 obyvatel: čtrnáct evangelíků, 934 Němců a patnáct cizinců. Převažovala římskokatolická většina (911 osob), ale ve vsi žili také tři evangelíci, čtyři příslušníci nezjišťovaných církví a 45 lidí bez vyznání.
|                                                                 | 1869 | 1880 | 1890 | 1900  | 1910  | 1921 | 1930 | 1950 | 1961 | 1970 | 1980 | 1991 | 2001 | 2011 |
| --------------------------------------------------------------- | ---- | ---- | ---- | ----- | ----- | ---- | ---- | ---- | ---- | ---- | ---- | ---- | ---- | ---- |
| Obyvatelé                                                       | 811  | 791  | 688  | 1 058 | 1 035 | 903  | 963  | 460  | 373  | 362  | 309  | 229  | 265  | 318  |
| Domy                                                            | 128  | 136  | 139  | 215   | 214   | 206  | 204  | 142  | 95   | 86   | 76   | 93   | 96   | 105  |
| Data z roku 1961 zahrnují domy z místní části Veselíčko 1. díl. |      |      |      |       |       |      |      |      |      |      |      |      |      |      |

## Části obce
- Veselé
- Veselíčko 1. díl

## Doprava
Podél severního okraje vesnice vede silnice I/13 a ještě dále na sever železniční trať Děčín–Rumburk, na které se nachází zastávka Veselé pod Rabštejnem.

## Pamětihodnosti
- Venkovská usedlost čp. 142